# Raptor (Film)
Raptor ist ein US-amerikanischer Horrorfilm von Jim Wynorski aus dem Jahr 2001. Er verwendet Dinosaurier-Filmmaterial aus der von Corman produzierten Carnosaurusreihe, das zusammen mit Originalmaterial von Wynorski bearbeitet wurde. Raptor wurde von Cormans Firma New Concorde produziert, die an den Carnosaur-Filmen gearbeitet hatte.

## Handlung
Als seine Gemeinde von einer Reihe unerklärlicher bösartiger Tierangriffe heimgesucht wird, verfolgen Sheriff Jim Tanner und seine Assistentin Barbara eine Spur auf Dr. Hyde zurück. Dr. Hyde ist ein ehemaliger Militärforscher, dessen staatliche Finanzierung für ein Klonprojekt von Dinosauriern gekürzt wurde. Als das Pentagon entdeckt, dass Hyde ausländische Unterstützung erhält, um seine Experimente fortzusetzen. Das Militär schickt ein Angriffsteam, um Tanner und Barbara zu retten und Hyde aufzuhalten.

## Rezeption
Lexikon des internationalen Films schrieb: Nachzügler der Dino-Welle, der bereits verwendetes und übrig gebliebenes Material aus den drei "Carnosaur"-Teilen mit billig nachgedrehten Sequenzen "verhackstückt". Die deutsche Fassung ist noch 15 Minuten länger als das amerikanische Abfallprodukt.
Psychotronic Video schrieb, dass die Dinosauriereffekte "so  schrecklich" sei wie die Carnosaurusfilme. Riley Black, der 2011 für Smithsonian schrieb, kritisierte das recycelte Filmmaterial des Films wegen seines Mangels an Kontinuität.